# Ціроха
Ціроха (словац. Cirocha) — річка східної Словаччини, що протікає в межах округів Снина та Гуменне. Ліва притока річки Лаборець (басейн Дунаю). Довжина річки — 56,6 км. Басейн 499 км². Середній річний потік — 2,85 м³/с.

## Географія
Ціроха — це гірська річка, яка бере свій початок на вершині Руське сідло (словац. Ruske Sedlo) південних схилах Західних Бещад (слов. Bukovských vrchoch) Національного парку Полонини, поряд з польсько-словацьким кордоном на висоті 795 м над рівнем моря. Річка протікає через штучне водосховище питної води з греблею (водосховище Старина (словац. Vodárenská nádrž Starina), потім перетинає селище Стащин і місто Снина. У передмісті Гуменне впадає в річку Лаборець.
Уздовж течії річки Ціроха розташований автошлях I/74 у напрямку міста Гуменне, ширина долини річки досягає 200—300 метрів, а крутизна берегів — 45 градусів. Нижче міста Сніна ширина річки може доходити до 1000—2000 метрів. Річка має швидку течію, берега скелясті, протікає в південно-західному напрямку.
У річку впадають невеликі притоки зі схилів Бещад, Вигорлат та Ужоцького перевалу. 

## Основні притоки
Праві — Смолник (Smolník), Стражниця (Stružnica), Пчолинка (Pčolinka).
Ліві — Руський потік (Ruský potok), Бистра (Bystrá), Барнов (Barnov), Камениця (Kamenica); Годковець